# 버마판

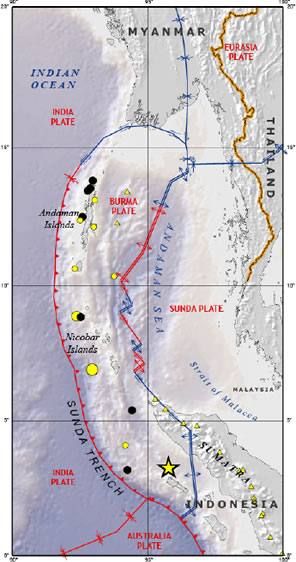
버마 판(Burma plate)

버마 판은 동남아시아의 작은 판이다. 넓게는 유라시아 판의 일부이다. 안다만 제도, 니코바르 제도, 수마트라 북동부가 이 판에 속한다. 이 열도의 동쪽은 안다만해, 서쪽은 인도양으로 나뉜다.
동쪽으로는 안다만 해를 남북으로 종단하는 변환 단층을 경계로 순다 판과 접한다. 400만년 전 이 경계에서 해저 확장이 일어나 안다만 해가 형성되었으며, 안다만-니코바르-수마트라 열도는 아시아 대륙에서 떨어지게 되었다.
서쪽에서는 순다 해구를 경계로 인도 판이 버마 판 밑으로 섭입한다.

## 지질학적 역사
에오세 약 5000만년-5500만년 전, 인도 판이 시계방향으로 회전하며 16cm/년의 빠른 속도로 북상하면서, 그 결과로 유라시아 판과의 경계를 이루는 버마 판의 동쪽 변환단층대가 기울어지게 되었다.
올리고세 후기 약 3200만년 전, 순다 열도가 시계방향으로 굽어지기 시작해 버마 판과 순다 판에 단층이 발달하며 유라시아 판에서 분리되기 시작했다.
플리오세 중기 약 300-400만년 전, 단층대가 발달하고 인도 판이 버마 판 밑으로 지속적으로 섭입하면서, 배호분지인 안다만 해가 형성되었다.

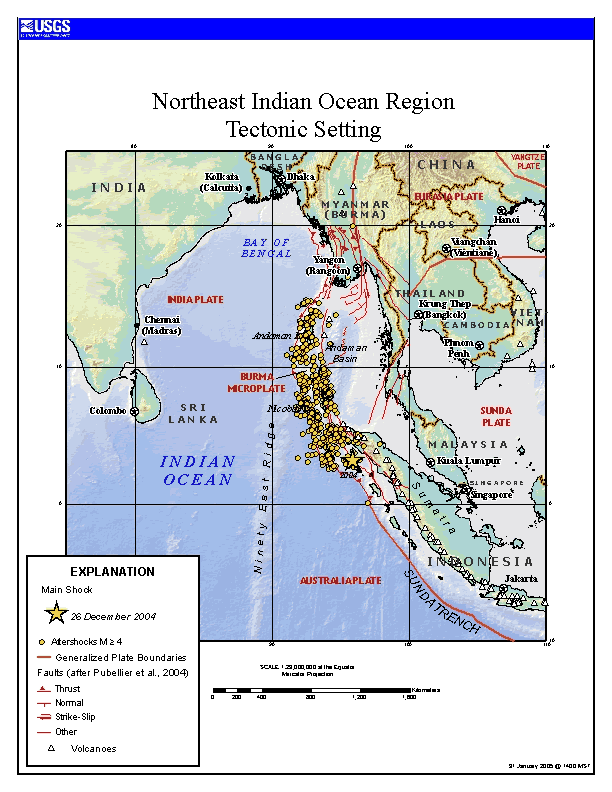
버마 판 일대의 지질 활동

## 최근의 활동
2004년 12월 26일, 버마 판과 인도-오스트레일리아 판의 경계가 크게 미끄러지면서, 2004년 인도양 지진 해일이 발생했다. 이 지진은 모멘트 규모 9.3을 기록했으며 1600 km에 걸친 스러스트 단층의 변위는 15m였다. 이로 인해 강력한 지진 해일이 발생하여 약 229,800명이 사망했다.

## 참고
- Curray, JR. “2002 Chapman Conference on Continent - Ocean Interactions within the East Asian Marginal Seas” (PDF). 《Tectonics and History of the Andaman Sea Region (abstract)》. 2005년 3월 23일에 원본 문서 (PDF)에서 보존된 문서. 2005년 9월 8일에 확인함. pdf
- Paul, J., Burgmann, R., Gaur, V. K., Bilham, R. Larson, K. M., Ananda, M. B., Jade, S., Mukal, M., Anupama, T. S.. Satyal, G., Kumar, D. 2001 The motion and active deformation of India. Geophys. Res. Lett. Vol. 28, No. 04, 647-651 2001.